# Sucha Góra (Bytom)
Sucha Góra (deutsch Trockenberg) ist ein Stadtteil von Bytom (Beuthen) in Oberschlesien. Bis 1951 war er eine eigenständige Gemeinde, 1975 erfolgte die Eingemeindung in die Stadt Bytom.

## Geschichte

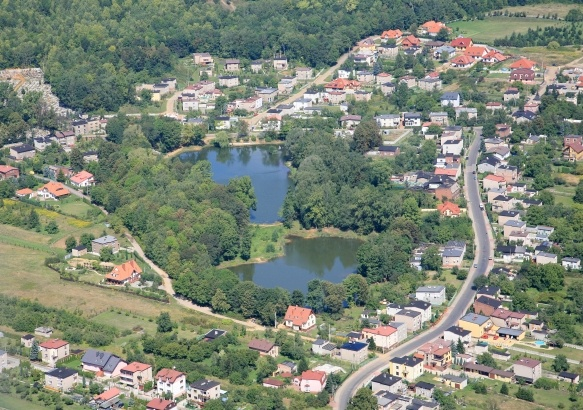
Luftbild

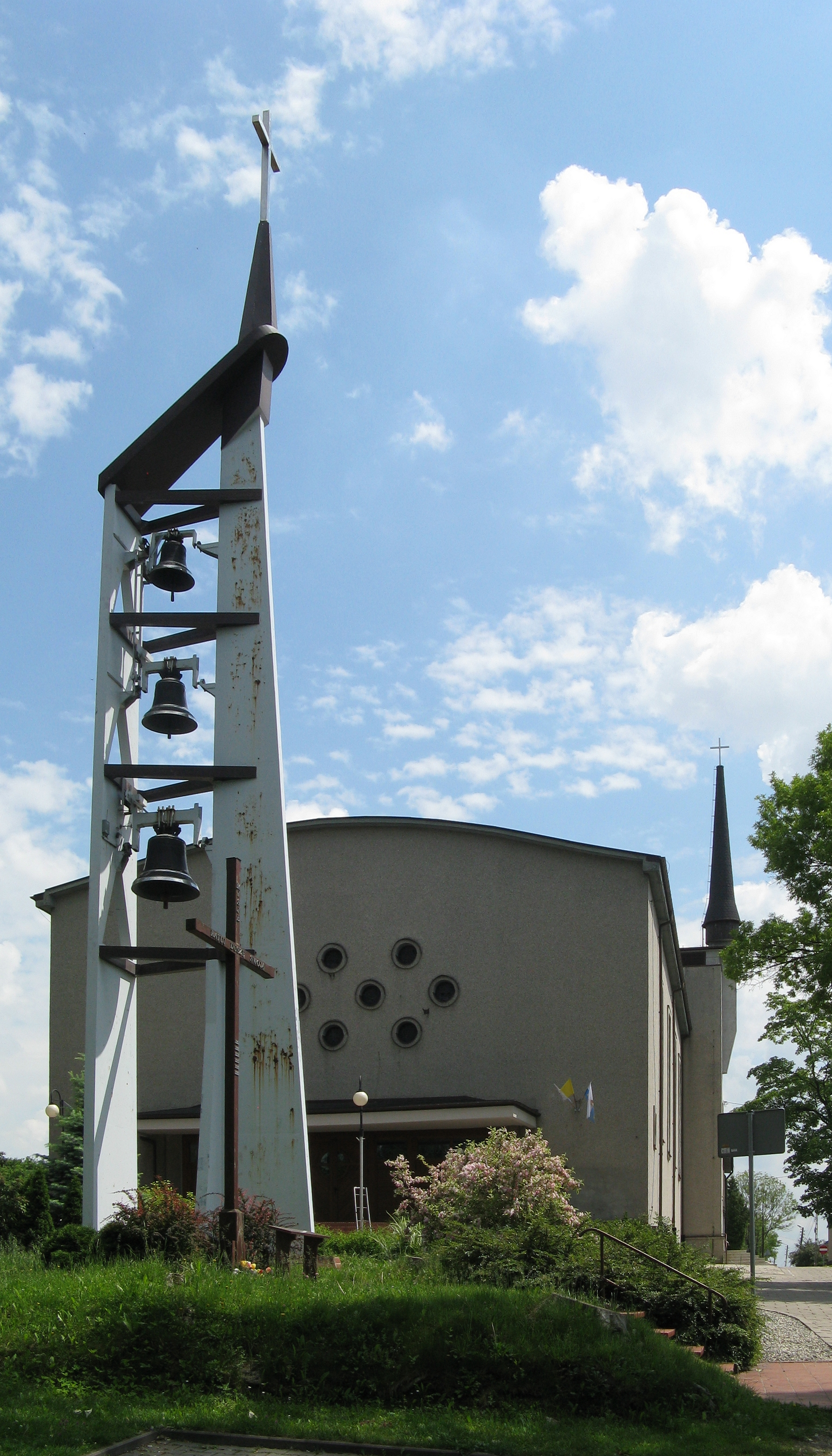
Die Michaelskirche

Trockenberg wurde wohl um 1780–1782 im Zuge der Friderizianischen Kolonisation als Kolonie auf dem namensgebenden Trockenberg auf dem Grund des Ortes Rudy-Piekar gegründet. Der Berg erschien in vorherigen Jahren auch unter dem Namen Dürrenberg. Bis zum 16. Jahrhundert wurde hier Bergbau betrieben, in der ersten Phase des Bergbaus um Tarnowitz und Beuthen. 1822 wurde Trockenberg zur selbständigen Gemeinde.
1865 hatte das Dorf Trockenberg 66 Häuslerstellen. Trockenberg gehörte zur Freien Standesherrschaft Neudeck, die im Besitz von Graf Guido Henckel von Donnersmarck war. Da der Boden größtenteils unfruchtbar war, spielte die Landwirtschaft kaum eine Rolle im Ort. Die Schorisgrube war die einzige Galmeigrube, die noch in Betrieb war. In einer seit 1862 bestehenden Dampfwäsche wurden die alten Galmeischlämme verwaschen. Westlich vom Ort befanden sich fünf Eisenerzförderungen. Die Einwohner waren nach Radzionkau eingepfarrt und eingeschult.
Bei der Volksabstimmung in Oberschlesien am 20. März 1921 stimmten im Ort 146 Wahlberechtigte für einen Verbleib bei Deutschland und 696 für eine Zugehörigkeit zu Polen. Trockenberg kam nach der Teilung Oberschlesiens 1922 an Polen und vom Kreis Tarnowitz zum neuen Powiat Tarnogórski in der Autonomen Woiwodschaft Schlesien und erhielt den Namen Sucha Góra. Während der deutschen Besetzung von 1939 bis 1945 befand er sich als Trockenberg im Landkreis Beuthen-Tarnowitz.
1945 kam der Ort wieder an Polen und zur Woiwodschaft Schlesien und wurde wieder ins polnische Sucha Góra umbenannt. 1950 kam der Ort zur Woiwodschaft Kattowitz. 1973 erfolgte die Eingemeindung in die Stadt Radzionków (Radzionkau). Zusammen mit Radzionków wurde Sucha Góra dann 1975 in die Stadt Bytom eingemeindet.
Heute gehören zum Stadtteil die früheren Orte Ruda (Ruda), Malok (Kolonie Malok), Lazarówka (Lazarowka), Blachówka (Blechowka)  und die Siedlung Segiet.

## Sehenswürdigkeiten und Bauwerke
- Die katholische Michaelskirche
- Neogotische Marienkapelle
- Grota-Park

## Söhne und Töchter des Ortes
- Zygfryd Szołtysik (* 1942), ehemaliger polnischer Fußballspieler